# Grafikfilter

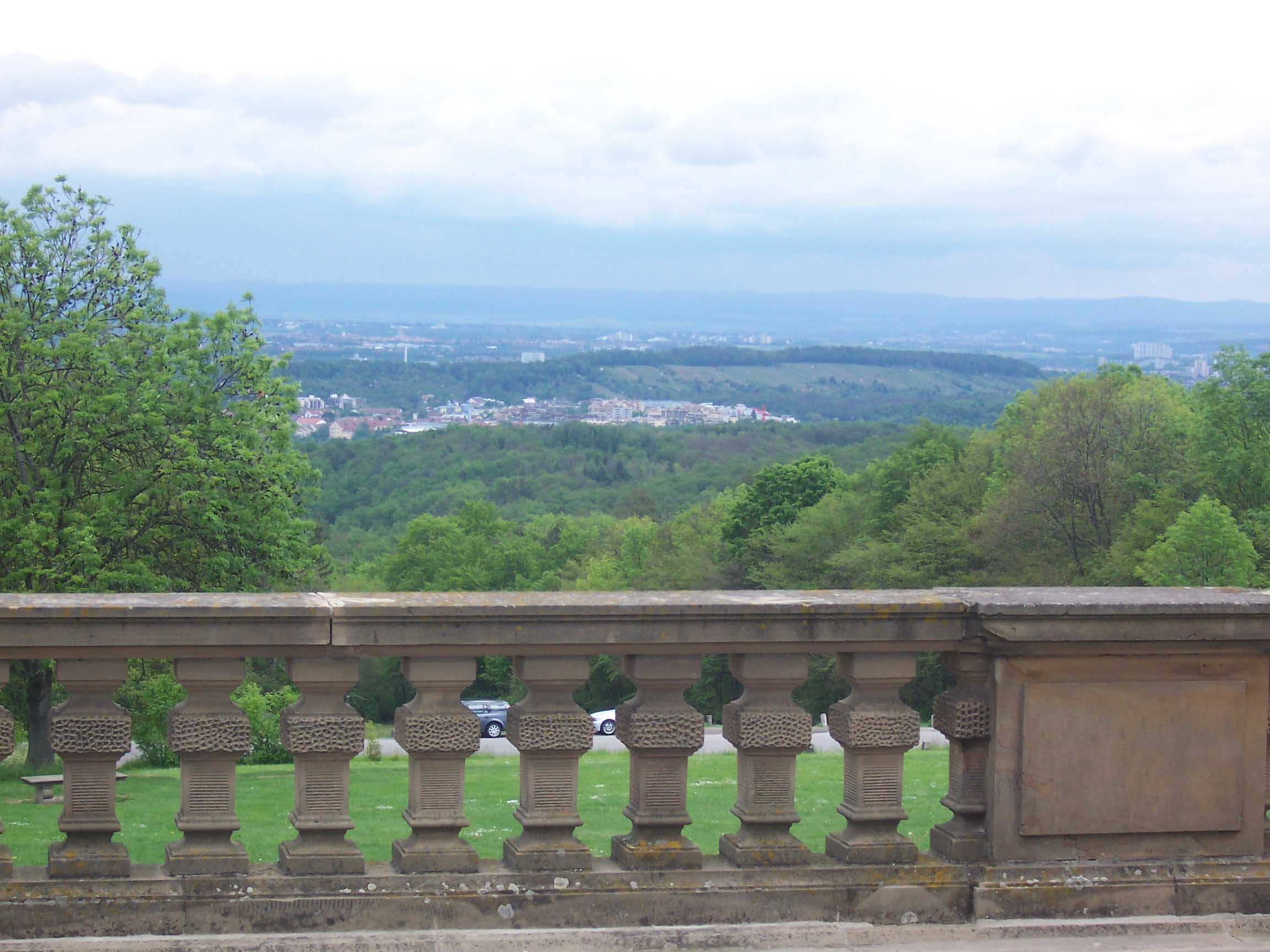
Originalbild

Bild nach der Bearbeitung mit einem Verzerrungsfilter

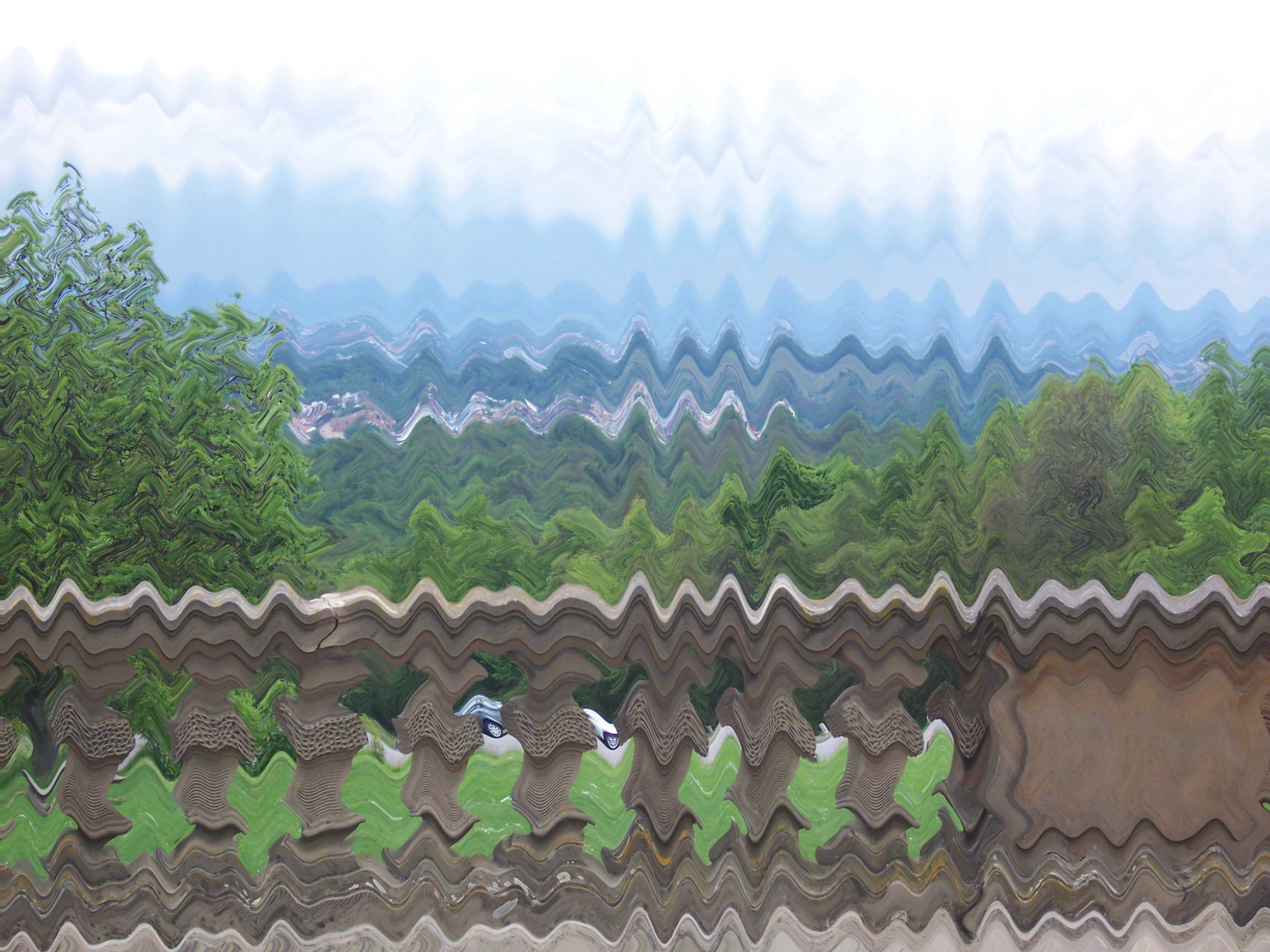
Bild nach der Bearbeitung mit einem anderen Verzerrungsfilter

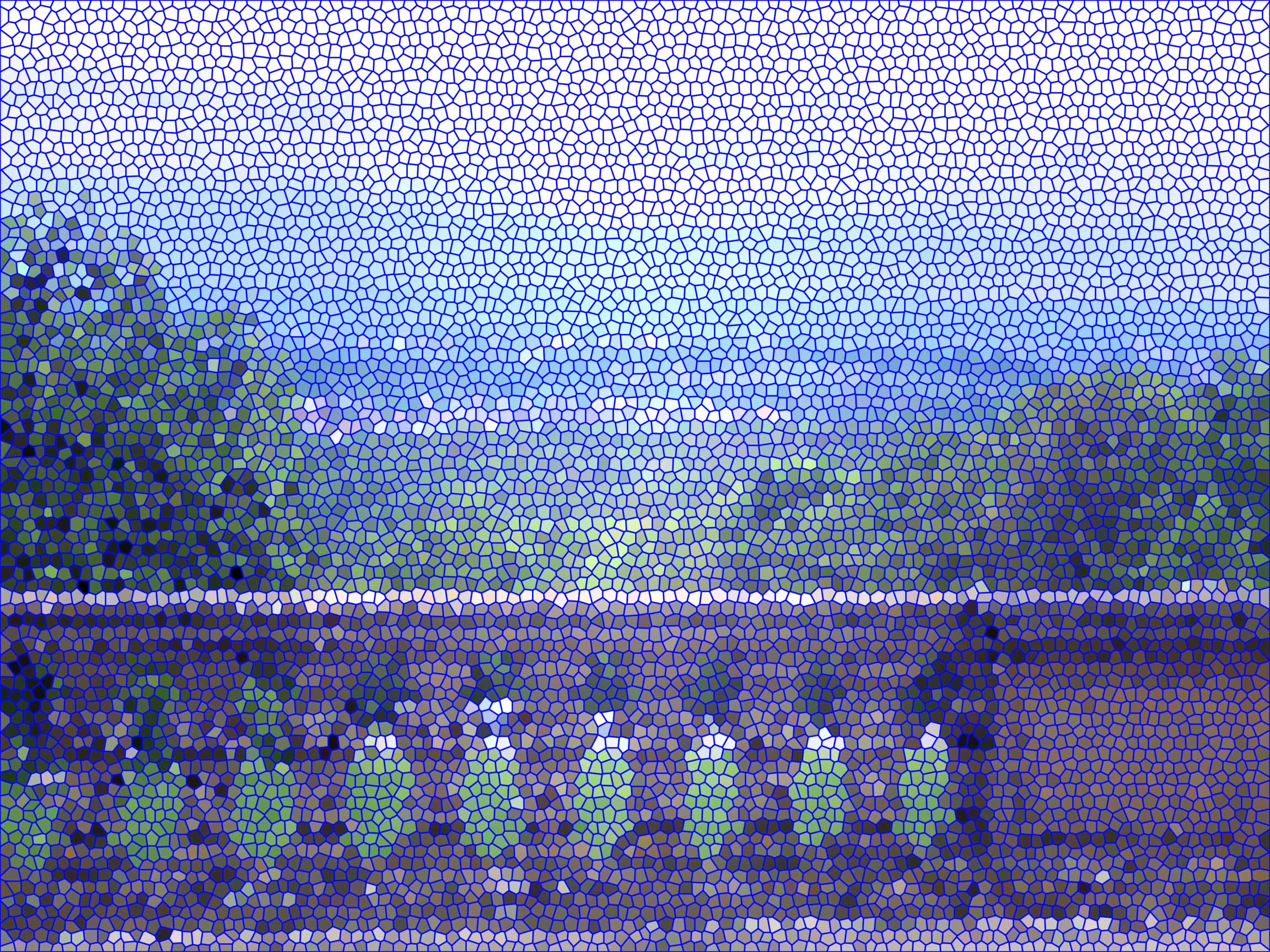
Bild nach der Bearbeitung mit einem Buntglasfilter

Unter Grafikfiltern versteht man Funktionen in einer Grafiksoftware, beispielsweise einem Bildbearbeitungsprogramm, die ein bestehendes digitales Bild (meistens Rastergrafik) mit einem programmierten Algorithmus, der häufig in einigen Parametern konfigurierbar ist, gezielt verändern. Der Begriff lehnt sich an die Filter im Bereich der Fotografie an, etwa an Farbfilter oder Effektfilter.
Teilweise wird zwischen „Filtern“ und „Effekten“ unterschieden, die Bedeutung der beiden Begriffe ist allerdings nicht klar voneinander abgegrenzt. Jeder Filter oder Effekt erzeugt eine bestimmte Wirkung.

## Filter in Sozialen Netzwerken
Grafikfilter sind üblicherweise eine Funktion sozialer Netzwerke, vor allem derjenigen, für die Fotos und Videos zentral sind. Die plattformeigenen Filter leisteten bei Instagram und Snapchat zur jeweiligen Anfangszeit einen gewissen Beitrag zur Popularität der Plattformen. Seit einigen Jahren gelten sie für die Generation Z als out.

## Filter in Bildbearbeitungsprogrammen
Gängige Filter und Effekte sind beispielsweise:
- Erzeugung von Rahmen, Blitzen, Texturen, Mustern, Verläufen usw.
- Kunstfilter: Simulation von Ölmalereien, Fresko, Pastell usw.
- Verzerrungsfilter: Erzeugung von Verzerrungen aller Art, z. B. Strudel oder Wellen.
- Schärfefilter, z. B. Weichzeichnen, Unscharfmaskierung
- Filter zum Erzeugen von digitalen Wasserzeichen, wie z. B. Digimarc.

Oft hat man die Möglichkeit, ein Vorschaubild des Effektes zu betrachten, bevor man den Effekt tatsächlich anwendet.
Plugins: Zusatzfilter
Bildbearbeitungsprogramme bieten zwar meistens von Haus aus schon zahlreiche Filter und Effekte, dennoch lassen sie sich in ihrer Funktionalität über eine Plug-in-Schnittstelle für Filter und Effekte erheblich erweitern. Meist findet sich diese in einem Programmordner mit dem Namen „Plugin“ bzw. „Zusatzmodule“. Dort werden dann diese Module (8bf-Dateien) installiert und können schließlich nach einem Neustart des Programmes im Programmmenü aufgerufen werden. Ein solcher Programmordner befindet sich in jedem leistungsfähigen Bildbearbeitungs- oder Vektorgrafikprogramm.
Bekannte Bildbearbeitungs-Filter
- AlienSkin Software: Eye Candy
- Cybia: Alpha Works, Colour Works, Edge Works, Emboss Works usw.
- Nik Sharpener Pro, Color Efex Pro, Silver Efex Pro, Viveza, Dfine
- Flaming Pear
- Corel KPT Collection
- Autofx: Dreamy Photo
- Richard Rosenman: Diffuse Glow, Pinch, Pixelate usw.
- Xero Graphics Set
- Andrew’s Filter Collection
- Harry’s Filters
- Buzz Pro-Plug-in
- Intellihance Pro (Bildoptimierung)

## Spezielle Programme für Filter und Effekte
Einige Bildbearbeitungsprogramme spezialisieren sich auf Filter und Effekte.
- Fo2Pix „PhotoArtMaster“ Pro (300 künstlerische Effekte)
- PicMaster (über 300 Effekte, eigene Filter erstellbar)
- Streetwise „Instant PhotoArtist“ (künstlerische Effekte)
- Streetwise „Instant Photo Effects“
- Benvista „Photo Magic“: Photo Effect, Photo Artist usw.